# Dalla strada al palco (seconda edizione)
La seconda edizione di Dalla strada al palco è andata in onda in prima serata su Rai 2 il martedì dal 28 marzo al 2 maggio 2023 per sei puntate con la conduzione di Nek ed è stata vinta da Laura Calafiore nella categoria di Fast painting. Le novità di questa edizione sono state la direzione musicale affidata al maestro Luca Chiaravalli e il nuovo logo del programma.  

## Cast

### Passanti importanti
| Passanti importanti  | Puntate | Puntate | Puntate | Puntate | Puntate | Puntate | Totale |
| Passanti importanti  | 1       | 2       | 3       | 4       | 5       | 6       | Totale |
| -------------------- | ------- | ------- | ------- | ------- | ------- | ------- | ------ |
| Francesco Paolantoni |         |         |         |         |         |         | 3      |
| Gabriele Cirilli     |         | 2       |         |         |         |         |        |
| Carlo Conti          |         |         |         | 1       |         |         |        |
| Andrea Delogu        |         |         |         | 1       |         |         |        |
| Nathalie Guettà      |         |         |         | 1       |         |         |        |
| Nino Frassica        |         |         |         | 1       |         |         |        |
| J-Ax                 |         |         |         | 1       |         |         |        |
| Francesco Renga      |         |         |         | 1       |         |         |        |
| Maurizio Ferrini     |         |         |         | 1       |         |         |        |

## Dettaglio delle puntate
Legenda
     L'artista di strada è tra i migliori scelti dal pubblico e accede alla puntata finale.
     L'artista di strada è stato ripescato dai passanti importanti e accede alla puntata finale.
     L'artista di strada è il vincitore dell'edizione e si aggiudica il premio di 10000 €.

### Prima puntata
- Messa in onda: 28 marzo 2023
- Passanti importanti: Carlo Conti, Andrea Delogu

| Ordine di esibizione | Artista di strada                  | Esibizione                                  | Voti ricevuti dal pubblico |
| -------------------- | ---------------------------------- | ------------------------------------------- | -------------------------- |
| 1                    | Giovanna Todisco                   | Balloon woman                               | 2041                       |
| 2                    | Strawman & Céline                  | Canto, chitarra e violino                   | 2145                       |
| 3                    | La compagnia dei Folli             | Performance sui pali oscillanti             | 2170                       |
| 4                    | David's Piano Sound                | Pianoforte                                  | 2101                       |
| 5                    | Naimana Casanova e Daniele Tommasi | Canto lirico e ventriloquia                 | 2531                       |
| 6                    | Mauro Masi                         | Disegno con la sabbia                       | 2476                       |
| 7                    | No Funny Stuff Jug Band            | Uso di vari oggetti come strumenti musicali | 1884                       |
| 8                    | Jonah Abhasibheinere               | Canto                                       | 2224                       |
| 9                    | Street Sharks Crew                 | Danza acrobatica                            | 2314                       |
| 10                   | Niccolò Nardeli                    | Spettacolo con cerchi e sfere               | 2320                       |
| 11                   | Martina Zaghi                      | Canto e Chitarra                            | 2290                       |
| 12                   | Isaac Meinert                      | Violino                                     | 2493                       |
| 13                   | Giorgio Maria Laganà               | Giocoleria                                  | 1736                       |

### Seconda puntata
- Messa in onda: 4 aprile 2023
- Passanti importanti: Nathalie Guetta, Francesco Paolantoni

| Ordine di esibizione | Artista di strada                 | Esibizione                      | Voti ricevuti dal pubblico |
| -------------------- | --------------------------------- | ------------------------------- | -------------------------- |
| 1                    | Nicolò Zaggia                     | Giocoleria con il Diablo        | 1713                       |
| 2                    | Eleonora Lorenzato                | Canto lirico                    | 2457                       |
| 3                    | Maxime e Silvia                   | Acrobazia e Violino             | 2179                       |
| 4                    | Umberto Del Prete                 | Imitazione di Totò              | 2240                       |
| 5                    | Girlesque Street Band             | Band di Ottoni e Percussioni    | 1868                       |
| 6                    | Flavio Coloma                     | Canto e Chitarra                | 2463                       |
| 7                    | Stefano Zecchino                  | Spettacolo con spade oscillanti | 1925                       |
| 8                    | Stefano Maria e Nicolò Cannizzaro | Canto                           | 2178                       |
| 9                    | Tony Buongrazio                   | Tip tap                         | 2042                       |
| 10                   | Ginevra Morsillli                 | Violino                         | 2231                       |
| 11                   | Luca Mefalopulos                  | Canto e Chitarra                | 1900                       |
| 12                   | Marimba Show Duo                  | Xilofono                        | 2323                       |

### Terza puntata
- Messa in onda: 11 aprile 2023
- Passanti importanti: Nino Frassica, J-Ax

| Ordine di esibizione | Artista di strada      | Esibizione                           | Voti ricevuti dal pubblico |
| -------------------- | ---------------------- | ------------------------------------ | -------------------------- |
| 1                    | Eva Nouar              | Canto e Chitarra                     | 2033                       |
| 2                    | Mattia Ruggiero        | Esibizione con pallone da calcio     | 1875                       |
| 3                    | Giuseppe Lo Cicero     | Canto lirico                         | 2034                       |
| 4                    | Federico Cecchin       | Fast Cartoonist                      | 2145                       |
| 5                    | Luce Noir              | Canto e Chitarra                     | 2149                       |
| 6                    | Alessio Bianca         | Break dance                          | 2359                       |
| 7                    | Percussionisti anonimi | Uso di vari oggetti come percussioni | 2271                       |
| 8                    | Giacomo Occhi          | Mimo                                 | 2331                       |
| 9                    | Paolo Casolo           | Pianoforte                           | 2126                       |
| 10                   | Pattinatori del Pincio | Pattinaggio                          | 2344                       |
| 11                   | Acoustic Vibes Project | Chitarra, violino e percussioni      | 2535                       |
| 12                   | Serena Ventre          | Canto e Chitarra                     | 2361                       |

### Quarta puntata
- Messa in onda: 18 aprile 2023
- Passanti importanti: Francesco Renga, Maurizio Ferrini

| Ordine di esibizione | Artista di strada          | Esibizione                        | Voti ricevuti dal pubblico |
| -------------------- | -------------------------- | --------------------------------- | -------------------------- |
| 1                    | Raquel Romeo               | Canto e Chitarra                  | 2068                       |
| 2                    | Trio Casamia               | Chitarra, Sassofono e Violoncello | 1804                       |
| 3                    | Stefano Albanese           | Canto e Chitarra                  | 2053                       |
| 4                    | Ann Louise & Gingerogers   | Tip tap                           | 1527                       |
| 5                    | Caracca Tamburi itineranti | Percussioni                       | 2048                       |
| 6                    | Carmine De Rosa            | Trasformista                      | 2466                       |
| 7                    | Mikhail Albano             | Pittura su pellicola trasparente  | 2220                       |
| 8                    | Comfort Zone               | Gruppo musicale                   | 2186                       |
| 9                    | Duo Fire Acrobats          | Acrobazia                         | 2506                       |
| 10                   | Andrea Angione             | Monowheel                         | 1594                       |
| 11                   | Pavlo Cartaginese          | Violoncello                       | 2403                       |
| 12                   | Polvere                    | Canto e Pianoforte                | 2128                       |

### Quinta puntata
- Messa in onda: 25 aprile 2023
- Passanti importanti: Francesco Paolantoni, Gabriele Cirilli

| Ordine di esibizione | Artista di strada                    | Esibizione             | Voti ricevuti dal pubblico |
| -------------------- | ------------------------------------ | ---------------------- | -------------------------- |
| 1                    | Virginia Mingoli                     | Canto                  | 2105                       |
| 2                    | Timur Shved                          | Sassofono              | 2346                       |
| 3                    | Lucia Serena Cannale                 | Cerchio aereo          | 2251                       |
| 4                    | Rita Lamberti                        | Canto                  | 2418                       |
| 5                    | Emanuele Marchione                   | Giocoleria             | 2030                       |
| 6                    | Lokòmotiv Kids                       | Break dance            | 2163                       |
| 7                    | Sally Cangiano                       | Canto e Chitarra       | 2069                       |
| 8                    | Super Cumbia Y La Liga De La Alegria | Canto e Strumenti vari | 1563                       |
| 9                    | Flavio Bedini                        | Beatbox                | 2318                       |
| 10                   | Laura Calafiore                      | Fast painting          | 2518                       |
| 11                   | Daniela Iezzi                        | Canto                  | 2461                       |
| 12                   | Lorenzo Niccolini                    | Chitarra               | 1997                       |
| 13                   | Lautaro Ivanoff                      | Canto e Chitarra       | 2390                       |

### Sesta puntata
- Messa in onda: 2 maggio 2023
- Passanti importanti: Francesco Paolantoni, Gabriele Cirilli

| Ordine di esibizione | Artista di strada                  | Esibizione                       | Voti ricevuti dal pubblico |
| -------------------- | ---------------------------------- | -------------------------------- | -------------------------- |
| 1                    | Martina Zaghi                      | Canto e Chitarra                 | 2271                       |
| 2                    | Carmine De Rosa                    | Trasformista                     | 2192                       |
| 3                    | Naimana Casanova e Daniele Tommasi | Canto lirico e ventriloquia      | 2342                       |
| 4                    | Mikhail Albano                     | Pittura su pellicola trasparente | 2039                       |
| 5                    | Stefano Maria e Nicolò Cannizzaro  | Canto e Chitarra                 | 2268                       |
| 6                    | Isaac Meinert                      | Violino                          | 2471                       |
| 7                    | Duo Fire Acrobats                  | Acrobazia                        | 2422                       |
| 8                    | Serena Ventre                      | Canto e Chitarra                 | 2061                       |
| 9                    | Giacomo Occhi                      | Mimo                             | 1947                       |
| 10                   | Daniela Iezzi                      | Canto                            | 2388                       |
| 11                   | Laura Calafiore                    | Fast painting                    | 2511                       |
| 12                   | Flavio Coloma                      | Canto e Chitarra                 | 2404                       |
| 13                   | Emanuele Marchione                 | Giocoleria                       | 1720                       |
| 14                   | Acoustic Vibes Project             | Chitarra, violino e percussioni  | 2373                       |
| 15                   | Eleonora Lorenzato                 | Canto lirico                     | 2421                       |

## Ascolti
| Puntata | Messa in onda  | Telespettatori | Share |
| ------- | -------------- | -------------- | ----- |
| 1       | 28 marzo 2023  | 1 162 000      | 7,25% |
| 2       | 4 aprile 2023  | 914 000        | 5,43% |
| 3       | 11 aprile 2023 | 1 091 000      | 6,43% |
| 4       | 18 aprile 2023 | 944 000        | 5,30% |
| 5       | 25 aprile 2023 | 1 158 000      | 7,17% |
| 6       | 2 maggio 2023  | 1 081 000      | 6,53% |
| Media   | Media          | 1 058 000      | 6,35% |